# Laticilla burnesii
La prinia de Burnes (Laticilla burnesii) es una especie de ave paseriforme de la familia Pellorneidae. Se distribuye por Pakistán, el noroeste de la India y Nepal.

## Taxonomía
Se reconocen dos subespecies, según un orden filogenético de la lista del Congreso Ornitológico Internacional:
- L. burnesii burnesii (Blyth, 1844) - en el oeste de Pakistán y noroeste de la India;
- L. burnesii nepalicola Baral, Basnet, Chaudhary, B, Chaudhary, H, Giri & Som, 2008 - es una subespecie de ave descubierta en Nepal en el 2005 en la Reserva Silvestre de Koshi Tappu (este de Nepal). La nueva ave posee rasgos intermedios entre otras dos subespecies conocidas en ese momento, L. burnesii burnesii y Laticilla cinerascens localizado en el este de la India y Bangladés. Se considera la primera ave descubierta para la ciencia en Nepal desde 1991 y tras su descubrimiento ha sido catalogada como un ave en peligro, a causa de la degradación de su hábitat natural.